# Брестель, Рудольф
Рудольф Бре́стель (нем. Rudolf Brestel; 16 мая 1816, Вена — 3 марта 1881, Вена) — австрийский и австро-венгерский государственный деятель, министр финансов Цислейтании в 1867—1870.

## Жизнь и карьера
Рудольф Брестель родился 16 мая 1816 года в Вене; учился в Оломоуцком и Венском университетах, математик. В 1836—1840 г.г. работал ассистентом в Венской обсерватории. Пробыв короткое время профессором физики при Ольмюцском университете, он с 1844 года стал читать математику при Венском университете.
Во время Революции 1848—1849 избран в Рейхстаг, занимал либеральные позиции. После подавления революции подвергался политическим преследованиям; будучи профессором, отстранен от преподавания. Выступал как публицист. В 1861 стал депутатом ландтага Нижней Австрии, в 1864— 1881 являлся депутатом Рейхсрата.
30 декабря 1867 года по инициативе императора Франца Иосифа назначен министром финансов Цислейтании. Находясь в должности, проводил мероприятия по уменьшению дефицита государственного бюджета, проводил политику повышения налогов, предпринимал усилия по реструктуризации государственного долга.
Рудольф Брестель умер 3 марта 1881 года в родном городе.
В 1883 году в честь Брестеля назван переулок в венском районе Оттакринг (16 округ) — Брестельгассе.